# リチャード・バクスター
リチャード・バクスター（英：Richard Baxter, 1615年11月12日 - 1691年12月8日）は、清教徒革命（イングランド内戦）から王政復古期のイングランドの聖職者、説教師。

## 概要
幼少期・青年期は聖書に興味を持ち、イングランド国教会（監督制）への疑問を感じながらピューリタンとして成長、イングランド中部ウスターシャーの町キダーミンスターで説教師として迎えられ、住民の宗教指導に当たった。内戦では議会派（円頂党）の軍に従軍牧師として参加、分離派など急進派の過激思想を嫌い兵士達の説得に当たり分離派からの離反を促したが、病気に倒れたため軍から離れ挫折、キダーミンスターへ戻り住民の要請で教区牧師に就任、牧会・説教などで住民指導を続けた。
いくつかの諸派に分裂していたイングランドのプロテスタントの合同を願い、教会一致を合言葉にした牧師たちの集会（ウスターシャー・アソシエーション）を開き、ウスターシャーからイングランドへと広めていった。イングランド共和国護国卿オリバー・クロムウェルとはそりが合わず、共和国へ提言した教会一致の望みも叶わなかったが、説教師としての名声は高まり思想と交友関係を深めた。王政復古時代になると説教妨害や逮捕など不遇の日々を送りながらも、住居を転々としながら妻や友人たちの援助を受けつつ、説教と執筆で晩年を過ごした。
教会一致を目指した生涯はしばしば急進派の反対と政府の弾圧に悩まされ、病気にも苦しめられたが、キダーミンスターの住民を説教と信仰問答・教会規律を通じた教育と訓練で教化（聖化）することに尽くした。著書も多数執筆、信仰・政治・社会など様々な問題を取り上げた著作を残している。

## 生涯

### 幼少期・青年期
リチャード・バクスターは1615年11月12日、イングランド西部シュロップシャーの町ロートンで誕生。父は同名のヨーマンのリチャード・バクスター、母はベアトリス・アドニィ。生後1週間の19日に洗礼（幼児洗礼）を受けたが、10歳までイートン・コンスタンティンの母方の祖父母に育てられた（父方の祖父と父がギャンブルで破産、幼いバクスターを引き取れないことが理由とされる）。1626年2月に10歳でロートンの両親の元へ戻り、聖書を読んで回心した父の勧めで読み書きを教わり、聖書を読むことが面白くなり勉強もするようになった。
一方、学校では質の低い教師がほとんどで、無知で不道徳、碌に説教もしない酔っ払いばかりだったため、まともな教育を受けられなかった。また、父が村の祭に参加せず聖書に親しんでいたことを村人たちからピューリタンと嘲られたことがあり、バクスターは俗界と聖界両方に惹かれながら、父の影響で後者に身を置いた。やがてドニントンに設立された無料学校で本格的な教育を受け、成績は1番を取り最優秀生徒になった。ここでジョン・オウエン（同名の独立派牧師ジョン・オウエンとは別人）と親交を結んだ。この頃ピューリタンや信仰書に接して信仰への不安に悩み、イングランド国教会に疑問を抱き始める一方、15歳になると30人の少年達と共にリッチフィールド主教トマス・モートンから堅信礼を受けた。
バクスターは大学への進学を望んだが、師であるオウエンの勧めと、息子を遠出させたくない両親の願いでラドローへ送られ、ウェールズ辺境地域評議会付きチャプレンのリチャード・ウィクステッド牧師の下で個人教師を受けた。しかしウィクステッドから許可された図書室の利用でバクスターは蔵書を読み漁り知識は拡充したが、ウィクステッド本人は学者として優秀ではなく、あまり学問を教えなかったため勉強にならなかった。ラドローの雰囲気も問題で、一緒に来ていた友人が酒に溺れて堕落、バクスターもトランプ・サイコロといった遊びの誘惑に駆られる寸前になった。イートン・コンスタンティンへ戻ったのも束の間、1633年に宮廷でバクスターの出世を望むウィクステッドの勧めでロンドンに出て、宮廷務めの訓練を受けるべく宮廷祝典局長ヘンリー・ハーバートの下で生活したが、ピューリタンの悪口が絶えない演劇三昧の宮廷も居心地が悪く、1634年に母の病気を理由にイートン・コンスタンティンへ帰郷した。
1634年から1638年まで4年間イートン・コンスタンティンに滞在中、1635年の母の死、シュルーズベリー発祥の非国教徒グループとの出会いを経て、1638年にウスター主教ジョン・ソーンバラから執事の按手を受けた。非国教徒を迫害する国教会側に問題があると感じる一方、分離派への指向がある非国教徒側にも同調しなかったが、非国教徒の接触で教会規律への関心とピューリタンを抑圧する国教会への疑問を抱いた。特にジェームズ・ベリーと親しくなり、彼の影響でバクスターは按手を受ける決心を固め、ベリーが紹介したダドリーの製鉄業者リチャード・フォーリーと息子のトマス・フォーリーとは生涯に渡る親交を結んだ。

### キダーミンスター・軍で説教活動
聖職者としてのバクスターの最初の仕事は、ダドリーで設立された学校での教育だった。ここの滞在は9ヶ月と短かったが、滞在中に執事の按手を受けた、最初の公開説教が住民に好意的に受け止められた、フォーリー父子との親交など重要な出来事に遭遇した。続いて1640年にブリッジノースへ教区牧師を助ける説教師として赴任したが、この地の住民は冷淡で無知、酒好きと酷評、説教活動は上手くいかなかった。同年、国王チャールズ1世と側近のカンタベリー大主教ウィリアム・ロードに反発した政治家達が長期議会で改革を志向、対抗のためロードが宗教の現体制の変更に同意しないことを聖職者へ求めた誓約に反対した。こうした事態を前に国教会に対する疑問が大きくなり、監督制が教会と牧会の堕落、真の教会規律の崩壊を犯しているという結論に達し、翌1641年3月に中部ウスターシャーの町キダーミンスターから届けられた招聘状を受け取り、4月にブリッジノースを後にした。以後中断を挟みながらも1660年までキダーミンスターに在任することになる。
当時、正規の牧師以外に教区の中産階級の住民が負担して説教師を招くことがあった。キダーミンスターの場合、教区牧師ジョージ・ダンスがバクスターが接した教師達と同様、酒に溺れて滅多に説教しない不良聖職者で、副牧師ジョン・ダイドとターナーの2名も同じく無能で酒浸りだったという有様に住民が苦情を申し立て、ダンスは住民と妥協してダイドに代わる副牧師（説教師）の招聘を教区民に任せることを約束した。また住民のうち多数派は粗野で浮かれ騒ぐ人々だが、少数派の住民は生活の聖化を求める人々で、後者に属する教会財産管理人14人がキダーミンスターへバクスターを招聘した。こうした事情で声がかかったバクスターは宗教で様々な懐疑が生じていたこと、および健康面の不安に悩んだが、自分を招聘してくれた人々への期待と、キダーミンスターの住民を説教で導くことに使命感を見出し、苦悩を振り払ってキダーミンスターへ向かった。
キダーミンスターでは当初、持論の教会規律厳守を要求して住民に嫌われた。バクスターによると、ピューリタン住民の少数派は長老派と独立派で、多数派のピューリタンはバクスターも含めて国教会信者だった。更に後者は2つのグループに分かれ、その日暮らしで宗教に無関心な人々と真面目で敬虔な人々に区別されていた。背景には中央の王党派（騎士党）と議会派（円頂党）の対立があり、バクスターを嫌う住民は宗教に無関心な人々であり、彼等は主教と組んで敬虔な人々を迫害、それぞれ王党派・議会派へ流れた。バクスターもキダーミンスターからバプテストの拠点であるグロスターへ逃亡、ジョン・コーベット牧師と親交を結び1ヶ月後にキダーミンスターへ戻ったが、1642年に清教徒革命（イングランド内戦・第一次イングランド内戦）が勃発すると再び逃亡してコヴェントリーへ移住、5年後の1647年までキダーミンスターへ戻れなかった。
コヴェントリーでは市当局の依頼で兵士達への説教を行い逗留することになり、内戦では議会派を支持していたが、それは王党派を排除し、国王と議会の関係を改善して欲しいという願いからであり、議会派支持とはいえピューリタンが軍に入り込んで分離派が台頭・増大することを懸念していた。10月23日にエッジヒルの戦いが起こると翌日に知人の安否確認のため戦場へ赴いた際、議会派の軍人であるオリバー・クロムウェルの部下の連隊士官達から従軍牧師として誘われたが断り、一時シュロップシャーへ帰郷することはあったが、1645年までコヴェントリーに留まり平穏な生活を送った。
1645年6月14日、ネイズビーの戦いでも知人の安否確認のため戦場へ赴き、知人に会うことは出来たが、懸念通り軍に分離派が広がりつつある状況に危機感を抱いた。エドワード・ウォーリー大佐の要請に応じ、軍を説教で回心させるべく1度断った従軍牧師としての参加を承諾、クロムウェルからは一言挨拶されただけの冷淡な対応を示され、非協力的な態度を察したが、ウォーリーからは心から歓迎された。それから2年間は議会派のニューモデル軍に従軍、7月10日のラングポートの戦いから1646年7月23日のウスター包囲戦までの王党派掃討戦に従いながら、分離派の兵士達を説得する努力を欠かさず彼等に論戦を挑んだ。また、ラングポートの戦いでは議会派の軍人トマス・ハリソンが恍惚状態になった場面を目撃している。
クロムウェルが非協力的なため軍全体を説得出来ず、個々の連隊ごとに話し合う方法に苦労した上、牧師達の協力も得られずほとんど単独行動になっていった。しかも軍は分離派だけでなく、ジョン・リルバーンとリチャード・オーバートンら平等派の思想も広まりバクスターの努力は一向に実らなかった。軍首脳の人事異動でウォーリーが更迭、平等派に近いトマス・レインバラが後任の指揮官に置かれたことなど活動は苦難続きだったが、かえって持論である敬虔な人格への教化と教会規律の徹底を推し進める意志を強固にし、平等派およびその根源と捉えたアナバプテスト、分離派など急進派に対抗していった。ウスター包囲戦後にやって来たキダーミンスターからの再招聘を断り従軍牧師を続けるつもりだったが、1647年2月に過酷な従軍で病気に倒れてしまい、3ヶ月の休養を経て軍を離れ、5月にキダーミンスターへ戻った。

### 教会一致運動を広げる
キダーミンスターの教区民はバクスターの療養中に議会の背徳牧師排斥委員会に教区牧師について訴え、許可を得るとダンスを排斥して空席になった教区牧師職にバクスターを就任させることを考えていた。バクスターはこの交代の正当性を疑い、健康面の不安もあり説教師のままでいることを望んだが、教区民は彼に無断で教区牧師に据えた（バクスターがこの事実を知ったのは1651年）。とはいえ、外見上ダンスと副牧師ターナーは従来通り仕事を続け年俸も受け取り、バクスターも説教師のままということになった。以後健康に不安を抱えるバクスターは治療・健康維持に時間を費やす一方で、寸暇を惜しんで牧会・執筆に励んだ。
1650年に『聖徒の永遠の憩い』を著しキダーミンスターの住民へ献呈した。バクスターの伝記作家ジェフリー・ナトールはこの著作に記された10の勧告を要約、聖書を手放さず信仰を堅持、分離派を警戒して宗教的分裂を避けることを忠告、心の欲望の節制などを勧告したことをまとめている。またプロテスタント諸派の和解に動き、一般人には基本教義を理解させることで多様な教義の一致を望み、説教師には聴衆に理解し易い説教およびその心構えと入念な準備を呼びかけた。説教師を増やすため相互教化も図り、民衆にも信仰問答（信仰教育）・教会規律（訓練）を通じた教化を徹底した。こうした努力が成功し、堅信礼を受けた住民1800人のうち600人に効果が表れ、礼拝になると教会は人が溢れるほど会衆が増加、多数の家族が詩篇を歌い説教を繰り返す、独立派・アナバプテストなども感化され分離派は下火になるといった成果を達成、バクスターがキダーミンスターを去る頃には多くの街路で住民達が神を讃美する光景が見られたという。
キダーミンスターでの成功の理由をバクスターはこう分析した。牧会を経験したことがない住民がバクスターの熱意を込めた説教に心動かされたこと、内戦で議会派が勝利したことにより王政は打破されて監督制も廃止され、政治的にも宗教的にも空白が生じたこと、セクト（分離派）や異端も存在せず教会分裂の心配が無かったこと、住民が織物の仕事に従事する傍らで宗教について話し合う習慣があったことなどを挙げている。信仰問答を通じて住民へ教理を順序良く伝え、週に2日は家族別に対話する牧会を開くなど丁寧に住民を指導、教会の聖化を目指していった。中には素行の悪い住民もいたが、そういう問題人物には戒規を用いて当たり辛抱強く改悛を勧めるが、一向に素行が改まらない場合は戒規の段階を上げて訓戒、聖餐停止、除名処分にした。バクスターはこうした人間の素行も罪の醜さを人々に示すことになったとして成功の理由に数えていた。
牧会を通じて住民の教化を進める傍ら、改革を助けてくれた副牧師達に相談して牧会上の相談を行い、徐々に範囲をキダーミンスターからウスターシャー全土の教会へと広げた。やがて信仰と実践における一致を求め、1652年にこの目的に沿った組織設立を計画、アイルランドのアーマー大主教ジェームズ・アッシャーらの助言で信仰告白を起草、1653年からピューリタン諸派の牧師達を集めて任意団体ウスターシャー・アソシエーション（教会連合、牧師協議会とも）を組織、教義の差異を越えた教会の一致を目指した。ウスターシャーの全聖職者の3分の1にあたる72人の牧師が同年公表された『キリスト者の一致』に署名して牧師協議会の活動が開始、参加者は大部分が教派に属さない教会一致を望む人々であった。イングランド各地に広がった牧師協議会では年4回の総会と月1回の会合を開いて教会問題を話し合い、独立派・長老派・監督派を包括しうる1つの国民教会を望んだ。
この時期に誕生したイングランド共和国の政策には批判的で、1650年の忠誠契約を批判し忠誠を拒否した。また1654年に成立した審査委員会・追放委員会は聖職者の資質向上に貢献したと高く評価しつつも、やや不公平な点があったと批判、護国卿となったクロムウェルとの冷淡な関係も変わらなかったが、彼の側近のブロッグヒル男爵ロジャー・ボイル（後の初代オーラリー伯爵）の推薦でキリスト教信仰原理を公的に定める討議へ参加したり、ランプ議会に教会一致の要望書を提出、第一議会で統治章典の宗教条項の検討委員会に参加、1655年にロンドン各地で説教を行いクロムウェルの前でも説教する、第二議会で親しい議員に助言するなど、しばしば共和国との関与も見られ説教師としての名声は高まった。教会一致運動は進展せず牧師協議会がクエーカーの広範な伝道で動揺する中で、スコットランドの聖職者ジョン・デュアリと教会一致を相談したり、長老派の神学者マシュー・プールと聖職者の養成およびウェールズの大学設置提案を話し合い、アメリカ大陸で原住民に伝道を進めた会衆派牧師ジョン・エリオットの活動にも関心を寄せるなど、宗派が異なる聖職者達と分け隔てなく接した。

### 王政復古期の活動
1658年にクロムウェルが死去すると、初め護国卿を継いだ息子リチャード・クロムウェルに将来を託すが、1659年に彼が辞任した後にジョージ・マンクがロンドンへ進軍すると、マンクを支えるローダーデイル伯（後に公爵）ジョン・メイトランド、ジェームズ・シャープ、ウィリアム・モーリスの説得に応じ、1660年4月13日にロンドンで説教を行い穏健監督制を主張して王政復古を支持した。
同年6月25日に王政復古で即位したチャールズ2世のチャプレンに就任、10月に大法官のクラレンドン伯爵エドワード・ハイドから打診されたヘレフォード主教就任を断り穏健監督制の実現を目指したが、革命の反動で国教会の聖職者たちから敵意を向けられ、キダーミンスターでもダンスが教区牧師に復帰して立場が危うくなった。教会改革案は反対され、1661年4月から7月まで開かれたサヴォイ会議に出席したが教会改革は無視され、翌1662年には非国教徒を弾圧するクラレンドン法典が制定されると弾圧に反対して説教を停止、1663年にロンドンを離れてアクトンへ移住した。牧師協議会に参加した牧師達も国教会に信従する側と拒否して排除される一派に分裂、教会一致運動が挫折したこの時期の1662年9月10日にキダーミンスターでの信者だったマーガレット・チャールトンと結婚、彼女は妻としてバクスターを支えることになる。
アクトンでは王座裁判所首席裁判官マシュー・ヘイルと親交を結び生活に活気がもたらされたが、災難は続き、1665年にロンドンで流行したペスト（大疫病）がアクトンにもおよび一時避難、1666年のロンドン大火で書物を失った。1669年6月12日に秘密集会を開いたとして逮捕され、ヘイルの口添えで2週間で釈放された後はアクトンからトッテリッジへ移住、翌1670年にグロスターで知り合った旧友ジョン・コーベットやその家族と同居生活を送った。
1672年にチャールズ2世が発した信仰自由宣言に基づき10月25日に説教免許を申請、2日後の27日に非国教徒牧師として免許が下りた。同年からロンドンへ移住したバクスターは妻マーガレットの勧めでロンドンの各集会所で説教を繰り返し、マーガレットもしばしば私費で集会所を建てて夫を支える中でクエーカーのウィリアム・ペンと交流を結んだが、信仰自由宣言は国教会と非国教徒との区別を前提にして一定の自由を認め、その区別を恒久化する内容だったので、バクスターにとって理想である諸派の和解を台無しにする宣言は歓迎出来なかった。やがて信仰自由宣言は撤回され政府からの弾圧も再開、役人が告発したり集会所に乗り込んで説教を妨害する場面が見られる状況で、教会一致を諦めず親交のあったオーラリー伯やジョン・ティロットソンと相談したが、王や聖職者たちの意向は変わらない状況で教会一致の見通しは立たなかった。私生活でも親しい人々を次々と失い、1676年にヘイルが、1680年にコーベットが病で世を去り、翌1681年6月14日には妻にも先立たれていった。
追い打ちをかけるように役人の追及が厳しくなり、1682年10月20日、説教に対する罰金の未払い分を差し押さえられて書物や身の回りの品を奪われ、1684年11月・12月・1685年1月と3回連続で逮捕された末に、2月28日の逮捕でサザークの監獄へ投獄された。裁判ではロジャー・レストレンジ、ジョージ・ジェフリーズらに一方的に非難され弁明を許されず、500マークの罰金を支払うまで1年半以上監禁された。1686年11月24日に罰金を支払い釈放されたバクスターはロンドンへ戻り、1687年7月28日に現在のチャーターハウス広場に住んだ。同年、ジェームズ2世（チャールズ2世の弟）が発した信仰自由宣言で再び説教を行うことが許され、以後4年半に渡り説教で教会一致を説き続けた。
1688年の名誉革命に伴う翌1689年の寛容法で迫害から解放され、同年11月に説教を行う、1691年10月に『貧しき農民の擁護者』を書くなど執筆・説教は亡くなる前まで継続していたが、次第に体は衰弱していきベッドから離れられなくなった。そして12月8日に76歳で死去、遺体は妻の墓の傍らに葬られた。

## 人物

### 思想
当時のイングランド国教会は形骸化して聖職が特権階級になったせいで、しばしば聖職に相応しくない人物が就任していたという事情があり、バクスターも幼少期から素行の悪い聖職者に出会い続けていた。こうした状況を憂いたキダーミンスターの教区民からの招聘に応じてからは、聖餐や信仰告白などの儀式を形式的に行うだけでは信仰に無知でいかがわしい人物を受け入れる恐れを防ぐため住民を指導したが、それだけでなく牧師にも教育を施すことを重視、1655年の著作『改革された牧師』では牧師へ自己反省を促した上でいかに会衆と向き合うかを牧師の仕事（説教・洗礼と聖餐の執行・会衆の指導）を通して記述した。この著作で牧師の仕事を詳しく説明し、牧師と会衆が牧会を通じて相互理解し合うことの大切さを教え、互いの成長を促す効果を狙った。そうした活動を通して教区民を自立した人間に成長させ、「堅固なキリスト者」「見える聖徒」となった教区民や周りの人々を感化させ教会の聖化を目指していた。
キリスト教諸派への調停を試みた姿勢は1675年に書いた『リチャード・バクスターのカトリック神学』の内容に記され、プロテスタント（カルヴァン派、アルミニウス主義、ルター派）だけでなくカトリック（ドミニコ会・イエズス会）や教会会議などそれぞれの教義を理解して神学上の争いを調停をしようとした。細かい点で論争を引き起こし、政治でも宗教でも深刻な対立を煽る神学問題を避けるため、分かりやすい基本的な教義を絞り込み、そこで一致する国民教会を実現しようとしたのである。こうした思想から信仰は使徒信条・十戒・主の祈りを核とした単純な仕組みで良いと考え、民衆に説教中心の礼拝・信仰問答を教える牧会・教区民の個別指導を通じて段階を踏んだ教育を施し、従わない場合は戒規（教会規律）を適用する手段で民衆教化を広めていった。
病弱でしばしば体調が危険な状態にまで悪化し、イートン・コンスタンティン滞在中の1634年から1638年の時期や、ニューモデル軍従軍中の1647年に衰弱して命の危機に晒された。しかしその度に回復して立ち直り、生涯を悪に染まった人々を聖なる生活へと説得して導くことに捧げる決意を固めるきっかけとなる一方、病気体験を元に節制に励んだ結果、病気が流行した時期に人々の治療に当たり感謝されることもあった（後に牧会に支障が出るため他から医者を呼ぶ方法に変更）。また死を覚悟した境地に達したことで説教を聞いた人々を動かす要因になり、「死にゆく者」として「死にゆく者」に語る態度を取ったこともキダーミンスターで信者を増やし住民の教化成功に繋がった。バクスターの説教にかける思いは「二度と再び説教することが出来ない者のように、死にゆく者に死にゆく者が語るかのように、私は説教をした」という言葉に表れている。
清教徒革命を通じてイングランドのプロテスタントがいくつもの分離派に分裂する事態を憂い、ウスターシャー・アソシエーションを開いたことに見られるように、どの立場にも与せず分離派へ和解を呼びかけ、一国一教会（国民教会）を原則にして、分離派の多様な立場を認めつつ基本的な部分で一致する教会を作り上げようとした。このためバクスターの立場は穏健派ピューリタンで、同時代人や後世から長老派の代表とされるが、監督制の穏健派ともされる。
政治も穏健派で、王党派を排除した後に議会と王が協力する制限王政を望んでいた。ただし、1659年の著作『聖なるコモンウェルス』で議会主権と王権に対する抵抗権を認めていたため、王政復古後は王党派や国教会から激しく非難されたばかりか、1683年にオックスフォード大学の教職者会議でこの本を禁書目録に加えられることになった。バクスターは1670年版『信仰の生活』（初版は1660年）のはしがきで『聖なるコモンウェルス』を出版したことを後悔していると書いたが、1673年に内乱の歴史を書こうとしていた人物にこの本を勧めたり、亡くなる2ヶ月前の1691年10月に抵抗権を認める文を書いていたため、晩年まで政治思想が一貫していたことがうかがえる。
亡くなる直前の著作『貧しき農民の擁護者』では、市場経済の発展に従い貧困に追いやられ、地代の値上げに苦しむ農民（ハズバンドマンまたはラブルと呼ばれる人々）の窮状を記し、地主層へ地代の減額を求めた。大都市近郊の住民あるいは兼業農家は財産を増やす機会に恵まれているため地代増加に対応出来るが、どちらでもない農民は地代支払いのためその日暮らしが精一杯であり、貧困に苦しんでいた。バクスターが農民を擁護したのは同情だけでなく、食料生産に携わる彼らの貧困が社会経済にもたらす悪影響、貧困生活で教育と知識や信仰にも無関心な人間になる懸念、ひいては彼らがカトリックの誘惑に晒されてプロテスタントの危機を招く恐れから、市場経済について行けず没落する貧困層の救済を呼びかけた。

### 宗派・人物に対する分析
クロムウェルに対しては簒奪者と非難しながらも、資質への高い評価も付け加え、恍惚と熱狂的な活力、長年の慣習への軽蔑を持ち、普通の人が持てない実践的な知恵と広い理解力も備えていると持ち上げている。一方で自伝に「次第に軍の指導層にアナバプテスト、反律法主義、シーカーあるいは分離派を任命」「成功と繁栄が彼を堕落させた」とも書き、敬虔な人間を部隊に入れたことによる強力な軍隊の形成で獲得したクロムウェルの軍事的成功を指摘しつつ、力の誘惑に晒され虜になったのではないかとの評価も下している。ただ、バクスターは護国卿となったクロムウェルの下で地域指導者として著名になったため、両者の関係に親和的な側面もあったことが示されている。
他の人物評価にはヘンリー・ベイン、アン・ハッチンソン、元友人ジェームズ・ベリー、トマス・ハリソンに対する詳述がある。ベインは儀式を軽視しているとして嫌い、ハッチンソンにも敵意を向け、ベリーとハリソンは人当たりの良さと才能の豊かさを称賛しながらも、異端的信仰をよく思っていなかった。ただしハッチンソンは対立した牧師がばら撒いた悪評に晒されていたため、それを真に受けたバクスターが酷評していた点が指摘されている。

## 後世の影響
マックス・ヴェーバーは著書『プロテスタンティズムの倫理と資本主義の精神』でバクスターをピューリタニズム代表的人物として取り上げ、教会一致を目指した生涯を通し態度がすぐれて実際的かつ和解的であること、バクスターの著作が多くの人々に読まれていることを理由に挙げている。またヴェーバーは『聖徒の永遠の憩い』『キリスト教生活指針』を利用してバクスターを論じているが、ヴェーバーが予定説における決定論で救済の因果が逆転、ピューリタンが救いの確証を求めて禁欲的労働に向かったと論じたのに対し、バクスターは『貧者のためのファミリー・ブック』で救いの確証は労働だけでなく共同社会・教会・家族など日常生活全般を含めた「聖なる生活」に求めるといった違いがある。とはいえ、バクスターは再生・悔い改め・回心を経て、肉欲や名利を求める冒涜的な状態から聖なる生活に転換することを救済論として主張、禁欲の社会的効果という点では両者は一致している。
バクスターの著作集は1706年に1000ページを超える大判本4巻が刊行、19世紀半ばには同じ内容の23巻本が刊行され、『聖徒の永遠の憩い』『改革された牧師』は多くの信徒に親しまれた。非国教徒の専門学校でも教科書として用いられ、メソジスト運動の指導者ジョン・ウェスレーはバクスターの著作を信徒への読書案内に加えた。さらに日本でも植村正久について書かれた『植村正久と其の時代』でバクスターについて言及、バクスターも『キリスト教生活指針』にて後進の牧師達へ向けた文献案内で、歴史の項目に中国・シャム・日本の著作を挙げている。17世紀の記録として著作が取り上げられる場合もあり、『貧しき農民の擁護者』は経済史料として、『自叙伝』はイギリス革命期の証言として引用されている。ただし『自叙伝』は編集の手が入っていることが指摘され、読書には注意が必要である。

## 著書
- 『聖徒の永遠の憩い』（1650年）
- 『良心の確かな平安をもとめる正しい方法』（1653年）
- 『不信仰の理性的非妥協性』（1655年）
- 『改革された牧師』（1655年）
- 『ギルダス・サルヴィアヌス』（1656年）
- 『聖なるコモンウェルス』（1659年）
- 『信仰の生活』（1660年）
- 『キリスト教の理性的根拠』（1667年）
- 『キリスト教のさらなる理性的根拠』（1672年）
- 『キリスト教生活指針』（1673年）
- 『貧者のためのファミリー・ブック』（1674年）
- 『リチャード・バクスターのカトリック神学』（1675年）
- 『青年への勧告』（1681年）
- 『家庭信仰問答』（1683年）
- 『新約聖書講解』（1685年）
- 『貧しき農民の擁護者』（1691年）
- 『自叙伝』（1696年） - マシュー・シルベスター（英語版）が『バクスター遺稿集』として編集